# Cylindromyia euchenor
Cylindromyia euchenor (лат.) — вид тахин подсемейства фазии.

## Описание
Длина тела имаго от 9 до 11,5 мм. Щиток с тремя парами щетинок. Голени черные. Крылья рассеянно затемнены. Брюшко с заметным белым опылением. Пятый стернит брюшка самцов с широким, неглубоким выступом посередине. У самок генитальные крючки повернуты вверх от основания, кончики их раздвоены.

## Биология
Личинки паразитируют в клопах-щитниках Euschistus servus. Спаривание происходит на второй день после появления имаго. Продолжительность жизни имаго составляет до 10 суток. Самка Cylindromyia euchenor при откладке яиц садится на спину клопа, кончик брюшка мухи при этом ориентирован в направлении головы хозяина. Яйцеклад помещает в поблизости от места соединения головы и груди клопа. С помощью зубчатых изогнутых крючков на конце брюшка яйца откладываются непосредственно в тело хозяина. Одна самка Cylindromyia euchenor за жизнь атакует до 30 клопов. Продолжительность откладки яиц от 2 до 5 секунд. В течение года развивается два поколения (весеннее и осеннее). Мухи отмечены на цветках Asclepias verticillata (Apocynaceae).

## Распространение
Встречаются в юге Канады, в США и Мексике.